# Gmina Cerkvenjak
Gmina Cerkvenjak (słoweń.: Občina Cerkvenjak) – gmina w Słowenii. W 2002 roku liczyła 2000 mieszkańców.

## Miejscowości
Miejscowości wchodzące w skład gminy Cerkvenjak:

- Andrenci
- Brengova
- Cenkova
- Cerkvenjak – siedziba gminy
- Cogetinci
- Čagona
- Grabonoški Vrh
- Ivanjski Vrh
- Kadrenci
- Komarnica
- Peščeni Vrh
- Smolinci
- Stanetinci
- Vanetina
- Župetinci